# Magicienne (Dossi)
Pour les articles homonymes, voir Magicienne.
Magicienne est un tableau réalisé par le peintre italien Dosso Dossi au début du XVIe siècle. Vraisemblablement destinée à décorer une lunette, cette huile sur toile se présente dans un format proche du demi-disque horizontal. Elle figure une femme remuant une préparation dans un chaudron fumant près de ses pieds nus, alors qu'elle est assise dans ce qui semble être une cuisine. Des tarots sur le sol dans l'angle inférieur droit de la composition permettent de l'envisager comme une magicienne occupée à sa sorcellerie.
Léguée par Joseph Fesch à la commune d'Ajaccio en 1839, l'œuvre est conservée au musée Fesch.